# D 1/2 (Berlin–Eydtkuhnen)

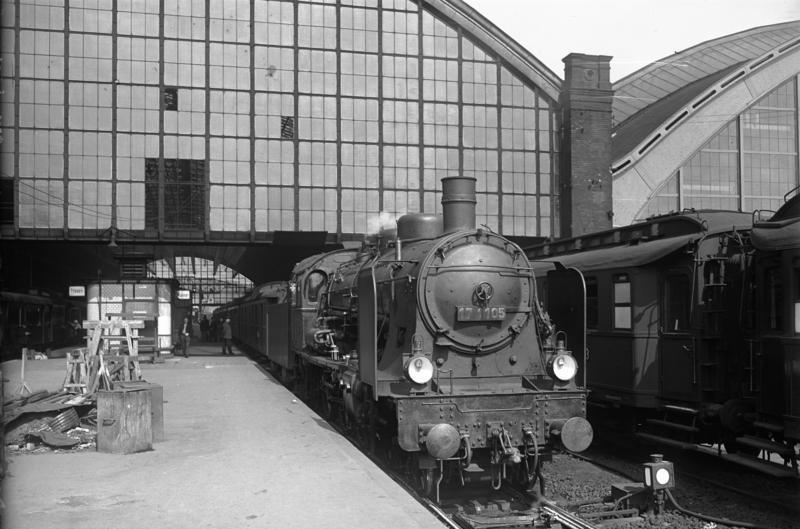
Dampflok der über Jahrzehnte vor dem D 1/2 eingesetzten Baureihe 17.10 im Schlesischen Bahnhof in Berlin

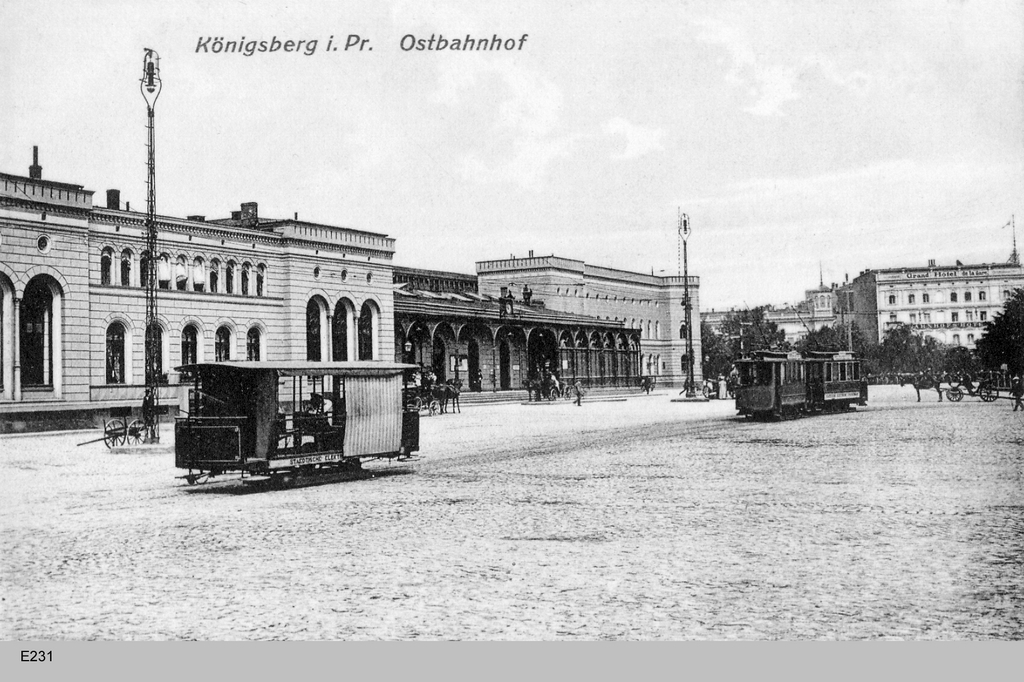
Der bis 1929 existierende Königsberger Ostbahnhof

Der D 1/2 war ein Fernzug der Preußischen Staatseisenbahnen, später der Deutschen Reichsbahn, der zwischen 1895 und 1945 verkehrte. Sein Laufweg führte von der Reichshauptstadt Berlin über die Ostbahn bis Ende des Ersten Weltkriegs nach Königsberg i. Pr. und Insterburg in Ostpreußen, Kurswagen liefen weiter bis an die damalige deutsch-russische Grenze bei Eydtkuhnen bzw. Wirballen. Zwischen dem Ersten und dem Zweiten Weltkrieg führte der Zuglauf bis Eydtkuhnen und führte Kurswagen weiter über Kaunas bis nach Riga. In Richtung Ostpreußen trug der Zug die Nummer D 1, der Gegenzug in Richtung Berlin die Bezeichnung D 2. Die als Tageszug eingesetzten Züge führten Sitzwagen der 1. bis 3. Klasse und einen Speisewagen, Schlafwagen waren lediglich als Kurswagen in den Zug eingestellt.

## Vorläufer
Bereits seit 1855 verkehrten über die Preußische Ostbahn ein „Zug Nr. 1“ sowie der entsprechende Gegenzug. Dies war aber einfach eines von drei Zugpaaren, die täglich die Strecke befuhren, aber noch kein Courierzug – eine damals gängige Alternativbezeichnung für Schnellzug. Erst im Jahr 1873 wurde der „Courierzug 1“ eingeführt, der direkte Vorläufer des D 1. In Berlin begannen und endeten die Züge zunächst im damaligen Ostbahnhof nördlich der heute Berlin Ostbahnhof genannten Station (damals Frankfurter Bahnhof). In Königsberg fuhr der Zug Königsberg Ostbahnhof an. Für die Strecke bis Eydtkuhnen benötigte der Courierzug 1 fahrplanmäßig 16 Stunden, 18 Minuten.
Mit der Inbetriebnahme der Berliner Stadtbahn 1882 wurde der alte Berliner Ostbahnhof aufgegeben und der „Courierzug 1“ begann bereits am Bahnhof Charlottenburg. Gewartet und bereitgestellt wurde der Zug im Bahnhof Grunewald.

## Der D1/2

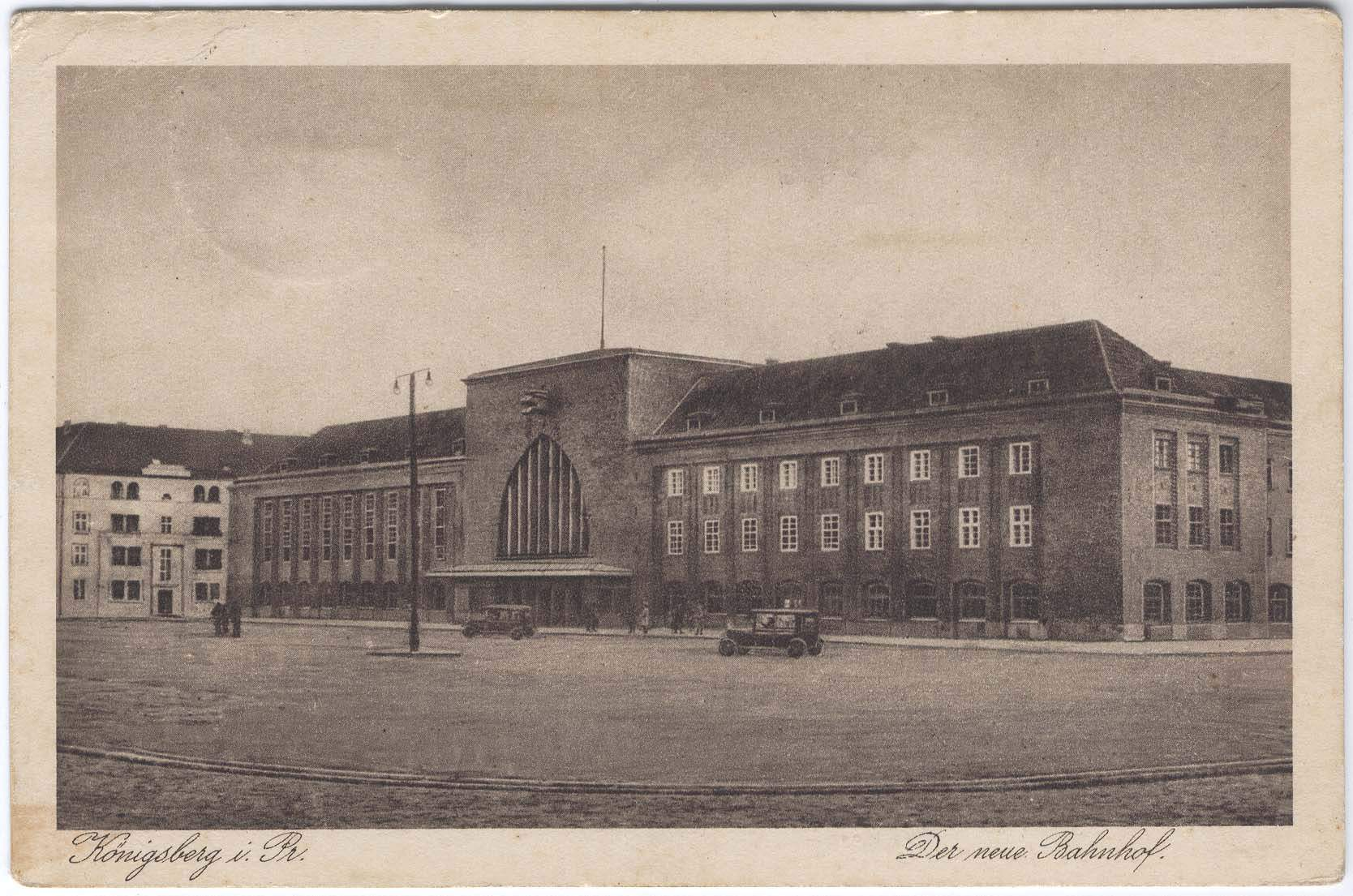
Der Königsberger Hauptbahnhof, ab 1929 wichtigster Zwischenhalt des D 1

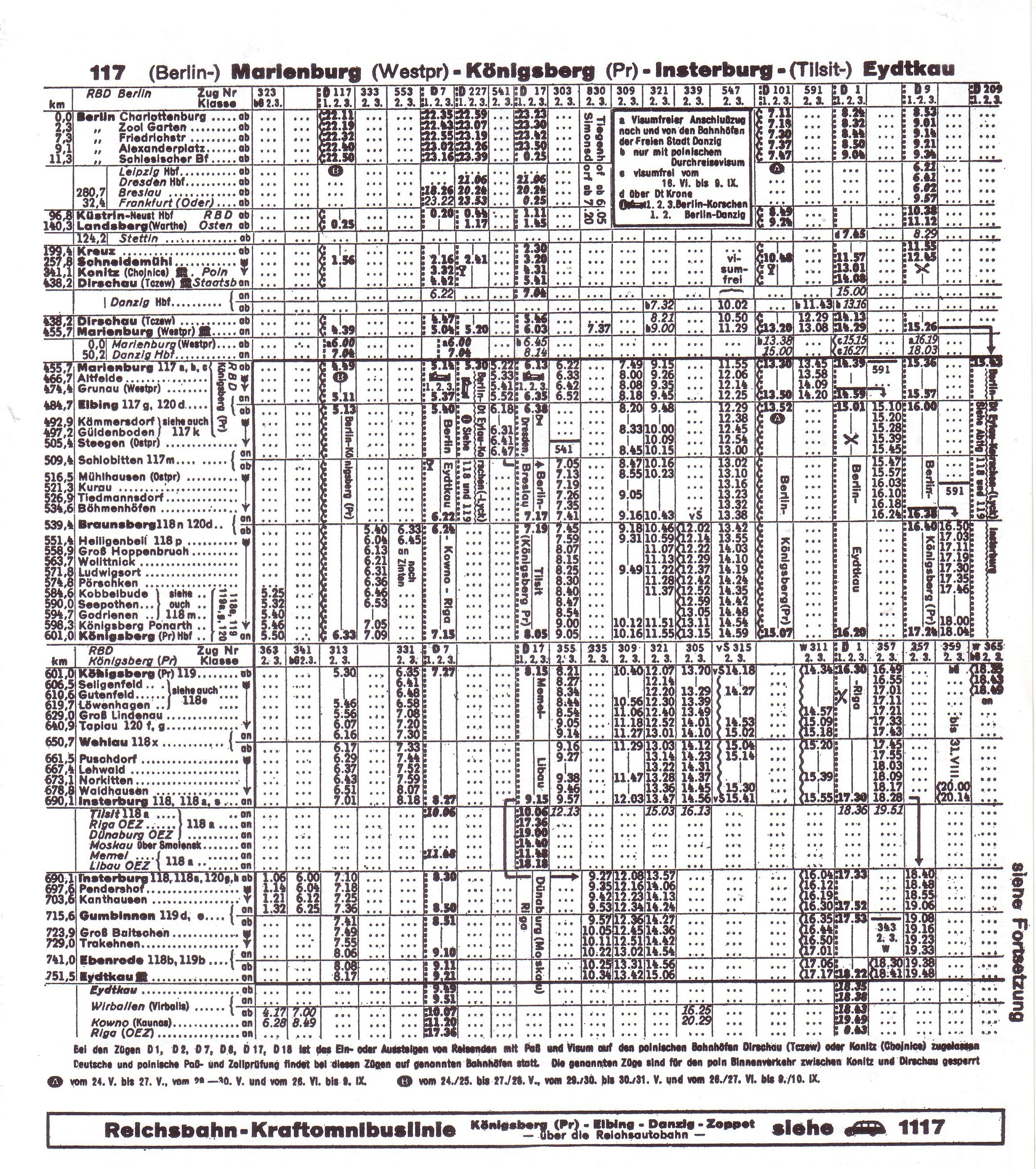
Kursbuchseite mit Fahrplan des D 1, Winterfahrplan 1938/39

Ab 1895 standen Durchgangswagen zur Verfügung und das Zugpaar wurde fortan als Durchgangszug geführt. Es erhielt deshalb den Buchstaben D vor der Zugnummer. Der D 1/2 wies je nach Fahrplanjahr eine unterschiedliche Haltekonzeption auf. Immer aber verkehrte der Zug am Vormittag ab Berlin nach Ostpreußen, wo er am Abend eintraf, analog in der Gegenrichtung. 1905 bediente der Zug vergleichsweise viele Halte. In Berlin hielt der D 1 außer in Charlottenburg in den Stationen Zoologischer Garten, Bahnhof Berlin Friedrichstraße und Schlesischer Bahnhof. Anschließend fuhr er mit Halten in Küstrin, Landsberg an der Warthe, Friedeberg (Neumark), Driesen-Vordamm und Kreuz (Ostbahn) nach Schneidemühl, wo ein Lokwechsel stattfand. Bis zum nächsten Lokwechsel in Dirschau, wo auch ein Kurswagen nach Danzig (im Sommer bis Zoppot) abgegeben wurde, hielt der Zug in Flatow (Westpr), Konitz, Czersk und Preußisch Stargard. Der D 1 fuhr dann mit Halten in Marienburg, Elbing, Schlobitten und Braunsberg nach Königsberg weiter. Seine Linienführung jenseits von Königsberg führte ihn über Tapiau und Wehlau (Ostpr) nach Insterburg. Hier endete der Zug, jedoch gab es Kurswagen, die weiter zur deutsch-russischen Grenze führten. Endpunkt des Zuges aus Berlin war der russische Grenzbahnhof Wirballen (heute Kybartai), wo Anschluss an die auf Breitspurgleisen fahrenden Züge nach Russland bestand. In Gegenrichtung wurde zum Umsteigen zwischen den russischen und den deutschen Zügen der deutsche Grenzbahnhof Eydtkuhnen genutzt. Trägerzug der Kurswagen zwischen Insterburg und der russischen Grenze war der D 55/54 der gleichfalls von und nach Berlin verkehrte, allerdings den Weg über Frankfurt (Oder), Posen und Allenstein nahm.
Ebenfalls führte der  D 1/2 Kurswagen nach Memel (heute: Klaipėda). In den Folgejahren beschleunigten die Preußischen Staatsbahnen das Zugpaar erheblich, 1914 waren mit Ausnahme von Schneidemühl alle Zwischenhalte zwischen Berlin und Dirschau entfallen.
Für die Strecke bis Insterburg benötigte der D 1 1914 fahrplanmäßig ab Berlin Schlesischem Bahnhof genau 10 Stunden, der Kurswagen nach Eydtkuhnen benötigte 11 Stunden und 18 Minuten. In der Gegenrichtung benötigte der D 2 zwischen Insterburg und Schlesischem Bahnhof 15 Minuten mehr. Neun Jahre zuvor hatte der Zug zwischen Berlin und Insterburg noch 11 Stunden und 27 Minuten benötigt. Schnellster Zug der Strecke war allerdings der Nord-Express, der die 742 km zwischen Schlesischem Bahnhof und Eydtkuhnen in 9 Stunden und 32 Minuten zurücklegte.
In der zweiten Hälfte des Ersten Weltkriegs besetzten deutsche Truppen das Baltikum. Aus militärischen Gründen spurten sie das Gleisnetz von der russischen Breitspur auf Normalspur um. Jetzt lief der Zug zeitweise bis Wilna durch. Für die Strecke bis Wilna benötigte er fahrplanmäßig 19 Stunden, 42 Minuten.
Nach dem Ersten Weltkrieg liefen 123 Kilometer der Ostbahn zu dem nun zur Exklave gewordenen Ostpreußen über polnisches Staatsgebiet. Der D 1/2 wurde Teil des Korridorverkehrs und ein Zugpaar des Privilegierten Eisenbahn-Durchgangsverkehrs. Der privilegierte Durchgangsverkehr wurde durch die Polnische Staatsbahn (PKP) auf Kosten der deutschen Eisenbahn betrieben, auf polnischem Gebiet durfte aber zunächst niemand aus- oder einsteigen. Dafür benötigten Reisende in den Zügen kein polnisches Transitvisum. Die entsprechenden Verträge wurden zwar erst 1921 geschlossen, der Verkehr aber schon im Herbst 1919 wieder aufgenommen. 
Nach dem Ersten Weltkrieg wurden die baltischen Staaten unabhängig, die dortigen Bahnstrecken behielten die europäische Normalspur. Ab 1920 führte der nunmehr bis Eydtkuhnen als Grenzbahnhof zu Litauen verlängerte D 1/2 Kurswagen über Kaunas nach und von Riga. Ab 1927 beförderte das weiterhin als Tageszug verkehrende Zugpaar auch Schlafwagen der CIWL in der Relation Paris – Riga, die vom seit seiner Wiedereinführung nach dem Krieg nach Warschau verkehrenden Nord-Express im Schlesischen Bahnhof übernommen bzw. dort an diesen abgegeben wurden. 1928 benötigte der Zug für die Strecke vom Schlesischen Bahnhof in Berlin bis Eydtkuhnen fahrplanmäßig 11 Stunden, 42 Minuten und für die Fahrt bis Riga noch einmal 9 Stunden 26 Minuten. In Eydtkuhnen, wo der Speisewagen der Mitropa und die restlichen Wagen zurückblieben, übernahm die Litauische Staatsbahn die Kurswagen nach Riga und führte sie – nach Beistellung eines Speisewagens der CIWL im benachbarten litauischen Grenzbahnhof Virbalis – als Schnellzug 11/12 über die litauische Hauptstadt Kaunas bis zum Übergang nach Lettland bei Joniškis. Dort übernahm die Lettische Staatsbahn den Zuglauf unter der neuen Nummer 15/16 für das restliche kurze Stück bis Riga.
Ab 1929 verkehrte das Zugpaar über den damals neu eröffneten Königsberger Hauptbahnhof. Der Transitverkehr durch Polen litt immer wieder unter den Reibungen zwischen Polen und dem Deutschen Reich, da letzteres seit Abschluss des Versailler Vertrags eine Revision der darin festgelegten Ostgrenze zu Polen anstrebte. 1936 führten ausstehende deutsche Zahlungen für den Transitverkehr dazu, dass Polen ab dem 7. Februar fast alle Transitleistungen beendete. D 1 und 2 waren zusammen mit zwei weiteren Zugpaaren davon ausgenommen, da sie internationale Kurswagen führten und Polen internationale Verwicklungen zu vermeiden suchte. Zudem diente das Zugpaar inzwischen auch dem Wechselverkehr mit Polen, Reisende konnten, anders als bei den meisten übrigen Ostpreußen-Zügen, in den polnischen Grenzbahnhöfen Chojnice und Tczew aus- und zusteigen. 1934 benötigte der D 1 für die Strecke vom Schlesischen Bahnhof bis Eydtkuhnen fahrplanmäßig 10 Stunden, 23 Minuten.
Im Sommerfahrplan 1939 war der Kurswagenlauf zwischen Berlin und Riga trotz vier zu passierender Grenzen mit einer Durchschnittsgeschwindigkeit von über 76 km/h die schnellste langlaufende internationale Verbindung mit allen drei Wagenklassen in Europa. Lediglich einige internationale Pullmanzüge der CIWL, beispielsweise zwischen Paris und Amsterdam, der ebenfalls höher tarifierte Rheingold oder einige Kurswagenläufe in Fernschnellzügen (FD) erreichten höhere Durchschnittsgeschwindigkeiten.
Bei Ausbruch des Zweiten Weltkriegs sprengte die polnische Armee die Weichselbrücke bei Dirschau. Sobald diese ab dem 18. Oktober 1939 wieder befahrbar war, verkehrte auch der D 1/2 wieder, 1940 sogar in 15 Stunden, 6 Minuten bis Wilna, bevor die sowjetische Bahn die Strecken in den von der Sowjetunion besetzten Gebieten auf Breitspur umspurte. Das Zugpaar verkehrte danach wieder bis Eydtkuhnen, hatte wie früher einen Kurswagen nach Danzig und benötigte zwischen Charlottenburg und Eydtkuhnen 11 Stunden 46 Minuten. Als die Kriegslage sich für das Deutsche Reich zunehmend verschlechterte, verlor das Zugpaar zunächst Kurs- und Speisewagen. Als im Herbst 1944 die Rote Armee in Ostpreußen einmarschierte, wurde der Zuglauf zunächst nach Insterburg, dann nach Königsberg zurückgenommen. Mitte Januar 1945 kam der deutsche Eisenbahnverkehr in Ostpreußen endgültig zum Erliegen.

## Eingesetzte Lokomotiven

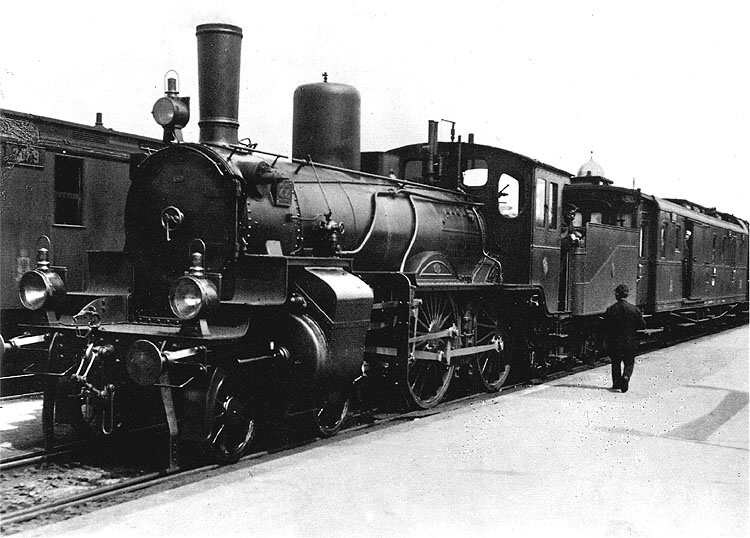
Preußische S 3 im Jahr 1895 im Bahnhof Berlin-Charlottenburg, dem Ausgangspunkt des D 1

Die Ostbahn beschaffte bereits ab 1852 erste als „Schnelläufer“ bezeichnete Lokomotiven, unter anderem der Achsfolge 1A1 von Borsig, die bis 1883 eingesetzt wurden. Ab 1869 begann die Beschaffung von Maschinen der Achsfolge 1B, beide Bauarten wurden ab 1873 vor Courierzügen eingesetzt. Ab 1880 beschaffte nicht mehr die Ostbahn-Direktion in Bromberg die Lokomotiven, diese Aufgabe erfolgte seitdem für die Staatseisenbahn-Direktionen zentral. Die alten Ostbahnbauarten wurden vor dem Courierzug allerdings erst ab 1891 von der S 1 verdrängt, ebenfalls Loks der Achsfolge 1B. Bereits ab 1893 kamen die neuen S 3 zum Einsatz, die hier zunächst als ideale Schnellzuglokomotiven galten. Diese Maschinen der Achsfolge 2’B erwiesen sich aber bald als unzureichend für die schwerer werdenden Züge, auch wenn bei den Direktionen Bromberg, Danzig, Posen und Königsberg 1906 insgesamt 202 Lokomotiven im Einsatz waren. Ab 1905 übernahmen daher die stärkeren S 52 ihre Aufgaben, ab 1907 unterstützt von der S 6, ebenfalls eine 2'B-Schlepptenderlok. Von der S 6 übernahm die PKP 1920 81 Stück als Reihe Pd5 und setzte sie vor allen Korridorzügen ein. Kurzzeitig kamen auch Preußische S 7 zum Einsatz, mit denen erstmals ohne Lokwechsel zwischen Berlin und Schneidemühl gefahren wurde.
Mit Beschaffung der S 10 wurden diese 2’C-Lokomotiven ab 1914 für fast zwei Jahrzehnte zu den Standardlokomotiven des D 1/2. Mit ihnen war es möglich, den Abschnitt Berlin-Königsberg mit nur einem Lokwechsel in Schneidemühl zu bewältigen. Der Korridorverkehr führte allerdings dazu, dass zwischen Chojnice (Konitz) und Marienburg nur mehr polnische Lokomotiven zum Einsatz kamen. Die älteren Pd5 ersetzte die PKP bald durch S 10, die sie als Reihe Pk2 übernommen und in Chojnice stationiert hatte. Bis dahin liefen die nunmehr als DR-Baureihe 17.10 eingeordneten S 10 durch. Die Baureihe 17.10 wurde erst ab 1931 auf den deutschen Abschnitten allmählich durch Einheitsloks verdrängt, zunächst die DR-Baureihe 03, ab 1936 die DR-Baureihe 01. Ab 1933 brachte auch die PKP auf ihrem Abschnitt mit der PKP-Baureihe Pt31 neue und leistungsfähige Lokomotiven zum Einsatz und entkräftete damit Vorwürfe, dass sie den Transitverkehr vernachlässigen würde. Dieser Lokeinsatz blieb bis 1939 weitgehend unverändert. Während des Krieges kamen verschiedene Schnellzuglokomotiven zum Einsatz, darunter auch die als Baureihe 19.1 von der DR angeeigneten polnischen Pt31.
Östlich von Eydtkuhnen setzte die Litauische Staatsbahn Lietuvos geležinkeliai (LG) ab 1920 die von ihr übernommenen und als Reihe Gr10 bezeichneten sechs früheren preußischen S 10 ein. Ersatzweise fuhren auch ehemalige Preußische P 8, von der LG als K8 bezeichnet. Ab 1939 kamen kurzzeitig noch die neuen Pacifics der LG-Baureihe Gp zum Einsatz.

## Andere Züge mit gleichartiger Bezeichnung
Das Zugpaar ist nicht zu verwechseln mit weiteren früher existierenden und die gleichen Zugnummern tragenden Schnellzügen wie dem D 1/2 auf der Strecke Basel – Frankfurt am Main Hauptbahnhof – Berlin Anhalter Bahnhof und dem D 1/2 von Köln Hauptbahnhof über Hannover Hauptbahnhof nach Berlin Stadtbahn.